# Bayerischer Toto-Pokal 2023/24
Der Bayerische Toto-Pokal 2023/24 des Bayerischen Fußball-Verbandes war die 15. Saison seit der Pokalreform 2009/10. Der Sieger des Endspiels qualifizierte sich für die 1. Hauptrunde des DFB-Pokals 2024/25. Titelverteidiger war der FV Illertissen, der im Halbfinale ausschied.
Die sieben zweiten Mannschaften von höherklassigen Vereinen aus der Regional- und Bayernliga waren nicht teilnahmeberechtigt.

## Teilnehmende Mannschaften
Insgesamt nahmen 64 Mannschaften an der 1. Hauptrunde des Pokals teil:
- 22 Kreismeister 2022/23:
  - Oberbayern: SV Manching, FC Penzberg, FC Schwabing 56, VfL Waldkraiburg
  - Niederbayern: SV Hutthurm, TSV Langquaid
  - Schwaben: TSV Aindling, SV Egg an der Günz, VfR Jettingen
  - Oberpfalz: SV Hahnbach, SpVgg Hainsacker, SpVgg Willmering-Waffenbrunn
  - Oberfranken: SV Pettstadt, SG Regnitzlosau, 1. FC Stockheim
  - Mittelfranken: Baiersdorfer SV, TuS Feuchtwangen, FC Wendelstein
  - Unterfranken: 1. FC 06 Bad Kissingen, TSV Forst, DJK Hain, TSV Unterpleichfeld

- 3 Drittligisten 2022/23: FC Ingolstadt 04, TSV 1860 München, SSV Jahn Regensburg

- 17 Qualifikanten aus der Verbandsebene:
  - 17 Regionalligisten 2022/23: SpVgg Ansbach 09, Viktoria Aschaffenburg, TSV Aubstadt, SpVgg Bayreuth, TSV Buchbach, Wacker Burghausen, VfB Eichstätt, SpVgg Hankofen-Hailing, SV Heimstetten, FV Illertissen, FC Memmingen, FC Pipinsried, TSV 1896 Rain, 1. FC Schweinfurt 05, SpVgg Unterhaching, DJK Vilzing, Würzburger Kickers
- 22 Sieger der Qualifikationsrunden[1]:
  - 12 Bayernligisten 2022/23: FC Deisenhofen, SV Donaustauf, SV Erlbach, 1. SC Feucht, TSV Großbardorf, TSV 1874 Kottern, DJK Gebenbach, FC Memmingen, ASV Neumarkt, TSV 1860 Rosenheim, SV Schalding-Heining, SpVgg Weiden
  - 10 Landesligisten 2022/23: TSV Bogen (Freilos), SV Buckenhofen, FC Coburg (Freilos), SC Großschwarzenlohe, TSV Karlburg, TSV Eintracht Karlsfeld, SC Olching (Freilos), ASV Rimpar, FC Sportfreunde Schwaig, SV Schwandorf-Ettmannsdorf (Freilos)

## 1. Hauptrunde
Die Partien wurden am 1., 2. sowie am 8. August 2023 ausgetragen.
| Datum                     |                                     | Ergebnis        |                                |
| ------------------------- | ----------------------------------- | --------------- | ------------------------------ |
| 1. August 2023, 18:30 Uhr | TSV Unterpleichfeld (VI)            | 0:6             | SSV Jahn Regensburg (III)      |
| 1. August 2023, 18:30 Uhr | SpVgg Willmering-Waffenbrunn (VIII) | 1:7             | SpVgg Unterhaching (III)       |
| 1. August 2023, 18:30 Uhr | FC Wendelstein (VII)                | 1:6             | SpVgg Bayreuth (IV)            |
| 1. August 2023, 18:30 Uhr | SV Hahnbach (VII)                   | 0:4             | Würzburger Kickers (IV)        |
| 1. August 2023, 18:30 Uhr | FC Schwabing 56 (VII)               | 1:1 (4:3 i E.)  | SC Olching (VI)                |
| 1. August 2023, 18:30 Uhr | SpVgg Hainsacker (VII)              | 0:5             | SV Donaustauf (V)              |
| 1. August 2023, 18:30 Uhr | TSV Forst (VII)                     | 0:6             | TSV Aubstadt (IV)              |
| 1. August 2023, 18:30 Uhr | TSV Langquaid (VII)                 | 1:0             | TSV Bogen (VI)                 |
| 1. August 2023, 18:30 Uhr | SG Regnitzlosau (VII)               | 1:3             | SpVgg Weiden (VI)              |
| 1. August 2023, 18:30 Uhr | VfR Jettingen (VII)                 | 2:3             | Türkgücü München (IV)          |
| 1. August 2023, 18:30 Uhr | 1. FC Penzberg (VII)                | 1:5             | 1. FC Schweinfurt 05 (IV)      |
| 1. August 2023, 18:30 Uhr | SV Pettstadt (X)                    | 0:6             | Wacker Burghausen (IV)         |
| 1. August 2023, 18:30 Uhr | VfL Waldkraiburg (VII)              | 0:2             | TSV Buchbach (IV)              |
| 1. August 2023, 18:30 Uhr | TuS Feuchtwangen (VII)              | 2:6             | SpVgg Ansbach 09 (IV)          |
| 1. August 2023, 18:30 Uhr | Baiersdorfer SV (VI)                | 6:7             | 1. SC Feucht (V)               |
| 1. August 2023, 18:30 Uhr | TSV Aindling (VI)                   | 2:0             | TSV 1896 Rain (V)              |
| 1. August 2023, 18:30 Uhr | SC Großschwarzenlohe (VI)           | 0:0 (3:0 i. E.) | DJK Gebenbach (V)              |
| 1. August 2023, 18:30 Uhr | SV Schwandorf-Ettmannsdorf (VI)     | 0:5             | ASV Neumarkt (V)               |
| 1. August 2023, 18:30 Uhr | SpVgg Hankofen-Hailing (V)          | 1:3             | SV Schalding-Heining (IV)      |
| 1. August 2023, 18:30 Uhr | TSV 1860 Rosenheim (V)              | 0:0 (4:6 i. E.) | FC Pipinsried (V)              |
| 1. August 2023, 18:30 Uhr | TSV 1874 Kottern (V)                | 1:2             | FC Memmingen (IV)              |
| 1. August 2023, 18:30 Uhr | SV Egg an der Günz (VII)            | 0:5             | FV Illertissen (IV)            |
| 1. August 2023, 19:00 Uhr | DJK Hain (VII)                      | 2:1             | ASV Rimpar (VI)                |
| 1. August 2023, 19:00 Uhr | SV Manching (VII)                   | 3:3 (5:3 i. E.) | VfB Eichstätt (V)              |
| 1. August 2023, 19:00 Uhr | 1. FC 06 Bad Kissingen (VII)        | 0:3             | TSV Großbardorf (V)            |
| 1. August 2023, 19:30 Uhr | SV Erlbach (V)                      | 1:3             | DJK Vilzing (IV)               |
| 1. August 2023, 19:30 Uhr | TSV Eintracht Karlsfeld (VI)        | 0:4             | SV Heimstetten (V)             |
| 1. August 2023, 19:30 Uhr | FC Sportfreunde Schwaig (V)         | 2:3             | FC Deisenhofen (V)             |
| 2. August 2023, 18:30 Uhr | 1. FC Stockheim (VIII)              | 1:5             | TSV 1860 München (III)         |
| 2. August 2023, 18:30 Uhr | SV Hutthurm (VII)                   | 1:2             | FC Ingolstadt 04 (III)         |
| 2. August 2023, 18:30 Uhr | TSV Karlburg (VI)                   | 1:0             | FC Coburg (V)                  |
| 8. August 2023, 18:15 Uhr | SV Buckenhofen (V)                  | 0:4             | SV Viktoria Aschaffenburg (IV) |

## 2. Hauptrunde
Die Partien wurden am 9. sowie am 15. August 2023 ausgetragen.
| Datum                      |                                | Ergebnis        |                           |
| -------------------------- | ------------------------------ | --------------- | ------------------------- |
| 9. August 2023, 18:15 Uhr  | TSV Langquaid (VII)            | 1:4             | SSV Jahn Regensburg (III) |
| 15. August 2023, 16:00 Uhr | DJK Hain (VII)                 | 1:1 (8:7 i. E.) | TSV Karlburg (VI)         |
| 15. August 2023, 16:00 Uhr | SpVgg Weiden (VI)              | 1:2             | SpVgg Bayreuth (IV)       |
| 15. August 2023, 16:00 Uhr | TSV Aindling (VI)              | 0:6             | TSV 1860 München (III)    |
| 15. August 2023, 16:00 Uhr | FC Schwabing 56 (VII)          | 1:4             | SpVgg Unterhaching (III)  |
| 15. August 2023, 16:00 Uhr | SV Manching (VII)              | 0:8             | FC Ingolstadt 04 (III)    |
| 15. August 2023, 16:00 Uhr | TSV Großbardorf (V)            | 1:5             | Würzburger Kickers (IV)   |
| 15. August 2023, 16:00 Uhr | SV Viktoria Aschaffenburg (IV) | 2:2 (3:5 i. E.) | SpVgg Ansbach 09 (IV)     |
| 15. August 2023, 16:00 Uhr | 1. FC Schweinfurt 05 (IV)      | 0:3             | TSV Aubstadt (IV)         |
| 15. August 2023, 16:00 Uhr | ASV Neumarkt (V)               | 1:4             | DJK Vilzing (IV)          |
| 15. August 2023, 16:00 Uhr | SC Großschwarzenlohe (VI)      | 0:0 (5:4 i. E.) | 1. SC Feucht (V)          |
| 15. August 2023, 16:00 Uhr | SV Donaustauf (V)              | 0:2             | TSV Buchbach (IV)         |
| 15. August 2023, 16:00 Uhr | Wacker Burghausen (IV)         | 3:2             | SV Schalding-Heining (IV) |
| 15. August 2023, 16:00 Uhr | SV Heimstetten (V)             | 0:6             | Türkgücü München (IV)     |
| 15. August 2023, 16:00 Uhr | FC Pipinsried (V)              | 2:1             | FC Memmingen (IV)         |
| 16. August 2023, 18:00 Uhr | FC Deisenhofen (V)             | 1:2             | FV Illertissen (IV)       |

## Achtelfinale
Die Partien wurden am 5., 7. sowie am 12. September 2023 ausgetragen.
| Datum                         |                           | Ergebnis        |                           |
| ----------------------------- | ------------------------- | --------------- | ------------------------- |
| 5. September 2023, 17:15 Uhr  | DJK Vilzing (IV)          | 1:2             | TSV Aubstadt (IV)         |
| 5. September 2023, 17:15 Uhr  | FC Pipinsried (V)         | 3:3 (5:4 i. E.) | Wacker Burghausen (IV)    |
| 5. September 2023, 17:15 Uhr  | Türkgücü München (IV)     | 2:1             | TSV Buchbach (IV)         |
| 5. September 2023, 18:00 Uhr  | DJK Hain (VII)            | 0:8             | TSV 1860 München (III)    |
| 5. September 2023, 19:00 Uhr  | SC Großschwarzenlohe (VI) | 4:2             | SpVgg Ansbach 09 (IV)     |
| 5. September 2023, 19:00 Uhr  | FV Illertissen (IV)       | 3:0             | SpVgg Unterhaching (III)  |
| 7. September 2023, 18:30 Uhr  | FC Ingolstadt 04 (III)    | 0:0 (9:8 i. E.) | SSV Jahn Regensburg (III) |
| 12. September 2023, 18:30 Uhr | Würzburger Kickers (IV)   | 2:0             | SpVgg Bayreuth (IV)       |

## Viertelfinale
Die Partien wurden am 31. Oktober sowie am 18. November 2023 und am 28. Februar 2024 ausgetragen.
| Datum                        |                           | Ergebnis |                         |
| ---------------------------- | ------------------------- | -------- | ----------------------- |
| 31. Oktober 2023, 19:00 Uhr  | FV Illertissen (IV)       | 4:0      | TSV Aubstadt (IV)       |
| 31. Oktober 2023, 19:00 Uhr  | SC Großschwarzenlohe (VI) | 0:1      | Würzburger Kickers (IV) |
| 18. November 2023, 13:42 Uhr | FC Pipinsried (IV)        | 1:0      | TSV 1860 München (III)  |
| 28. Februar 2024, 18:30 Uhr  | Türkgücü München (IV)     | 0:5      | FC Ingolstadt 04 (III)  |

## Halbfinale
Die Partien wurden am 23. März und am 9. April 2024 ausgetragen.
| Datum                    |                     | Ergebnis |                         |
| ------------------------ | ------------------- | -------- | ----------------------- |
| 23. März 2024, 14:00 Uhr | FC Pipinsried (IV)  | 0:1      | Würzburger Kickers (IV) |
| 9. April 2024, 18:30 Uhr | FV Illertissen (IV) | 1:4      | FC Ingolstadt 04 (III)  |

## Finale
Beide Mannschaften standen durch die Regionalligameisterschaft Würzburgers bereits vor der Austragung des Spiels als Teilnehmer am DFB-Pokal 2024/25 fest.
| Würzburger Kickers                    | Würzburger Kickers | FC Ingolstadt 04 | FC Ingolstadt 04 |
| ------------------------------------- | --- | --- | ---------------- |
| Würzburger Kickers                    | \| 25. Mai 2024 in Würzburg (Akon Arena) \| \| Ergebnis: 1:2 (1:1) \| \| Zuschauer: 4.131 \| \| Schiedsrichter: Lothar Ostheimer \| \| Spielbericht \| | \| 25. Mai 2024 in Würzburg (Akon Arena) \| \| Ergebnis: 1:2 (1:1) \| \| Zuschauer: 4.131 \| \| Schiedsrichter: Lothar Ostheimer \| \| Spielbericht \| | FC Ingolstadt 04 |
| Würzburger Kickers                    | Vincent Friedsam – Fabrice Montcheu ( 79. Luke Hemmerich), Daniel Hägele, Tim Kraus, Peter Kurzweg – Dominik Meisel ( 79. Fabian Wessig), Maximilian Zaiser ( 84. Tim Sausen) – Pascal Moll ( 59. Benjika Caciel), Ivan Franjić, Dardan Karimani ( 75. Benyas Solomon Junge-Abiol) – Saliou Sané Cheftrainer: Marco Wildersinn | Marius Funk – Marcel Costly, Simon Lorenz, Ryan Malone, Yannick Deichmann – Lukas Fröde, Felix Keidel ( 46. Moritz Seiffert) – Benjamin Kanuric ( 77. Bryang Kayo), David Kopacz – Sebastian Grønning, Pascal Testroet ( 67. Julian Kügel) Cheftrainerin: Sabrina Wittmann | FC Ingolstadt 04 |
| Würzburger Kickers                    | 1:0 Sané (25.) | 1:1 Grønning (49.) 1:2 Malone (81.) | FC Ingolstadt 04 |
| Würzburger Kickers                    | Moll (58.) | Grønning (49.), Fröde (74.), Seiffert (90.) | FC Ingolstadt 04 |
| 25. Mai 2024 in Würzburg (Akon Arena) | | |                  |
| Ergebnis: 1:2 (1:1)                   | | |                  |
| Zuschauer: 4.131                      | | |                  |
| Schiedsrichter: Lothar Ostheimer      | | |                  |
| Spielbericht                          | | |                  |